# Rio Corni (Zahorna)
O Rio Corni é um rio da Romênia, afluente do Zahorna, localizado no distrito de Neamţ.